# Toph Beifong
Toph Beifong (北方 拓芙) az Avatár – Aang legendája és a Korra legendája című animációs film szereplője.
A Beifong család egyetlen, vakon született gyermeke, akit szülei mindentől óvtak fogyatékossága miatt. Azt azonban nem tudták róla, hogy az egyik legjobb földidomár. Egyszer kiskorában elmenekült otthonról, majd egy barlangban húzta meg magát. Ez a barlang a legősibb földidomárok barlangja volt, akiktől az emberek megtanulták a föld "idomítását": a szintén vak vakondoké. Toph ahogy utánozta a mozgásukat, felfedezte, hogy a szeizmikus hullámok segítségével képes látni. Ezt a tudást felhasználva versenyzett Vak Bandita néven, természetesen szülei tudta nélkül. Ő lett Aang tanára, miután megszökött otthonról. 

Toph a szeizmikus hullámok segítségével lát

Szökése után apja sokáig kerestette, egyszer sikerült is elfogatnia. Fémdobozba zárták, mivel a földidomárok nem tudnak fémet idomítani. Ebben a szorult helyzetben fedezte fel Toph, hogy a fém is csak föld, csak megtisztított állapotban van. Így felfedezte a fémidomítás képességét, amire egyedül csak ő képes az Avatár – Aang legendája animációs sorozatban. A Korra legendájában már számos földidomár képes a fémidomításra. (Korra az első fémidomításra képes avatár.)

## Korra legendájában
A Korra legendájában 86 évesen láthatjuk. A Szellemek vadonjában él. Eléggé ellustult. Találkozott Korrával akinek elmondta, hogy még benne van a méreg. Később kiszedte magából. Majd Linnel, Bolinnal és Opallal együtt megmentette a családját Kuvirától.
Korábban megjelent visszaemlékezésekben is. Az egyikben a felnőtt Aang-gal letartóztatják Yakone-t, míg a másikban a lányát (Suyin-t) elküldi a szüleihez, mert rosszfiúkkal haverkodott.